# エルビニャック
エルビニャック （Herbignac）は、フランス、ペイ・ド・ラ・ロワール地域圏、ロワール＝アトランティック県のコミューン。

## 地理

県におけるエルビニャックの位置

エルビニャックは県の北西に位置し、ブリエール湿地に近い。ゲランドの北16km、ラ・ロッシュ＝ベルナールの南約9kmのところにある。周辺のコミューンは、ロワール＝アトランティックではミシヤック、ラ・シャペル＝デ＝マレ、サン＝ジョアシャン、サン＝リファール、サン・モルフ、アセラック、モルビアン県ではフェレル、ラ・ロッシュ＝ベルナール、ニヴィヤックである。
1999年にINSEEがまとめた順位表によると、エルビニャックは都市圏に含まれる都市的地域である。サン＝ナゼール都市圏の一部である。
エルビニャックにはマルレとポンパの2つの集落がある。

## 由来
エルビニャックは、地元のオイル語であるガロ語の名前 Èrbinyac がある。ブルトン語では Erbigneg となる。

## 歴史

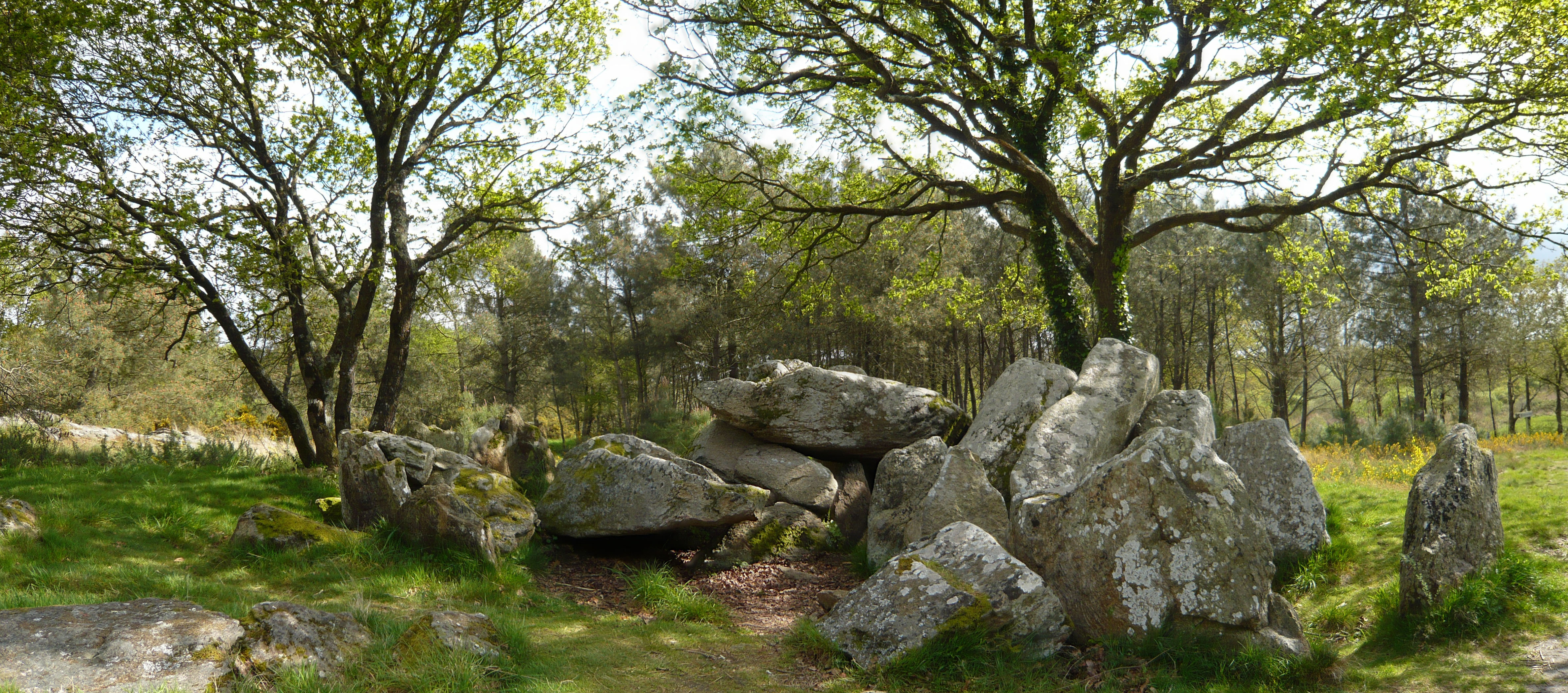
リオロのドルメン

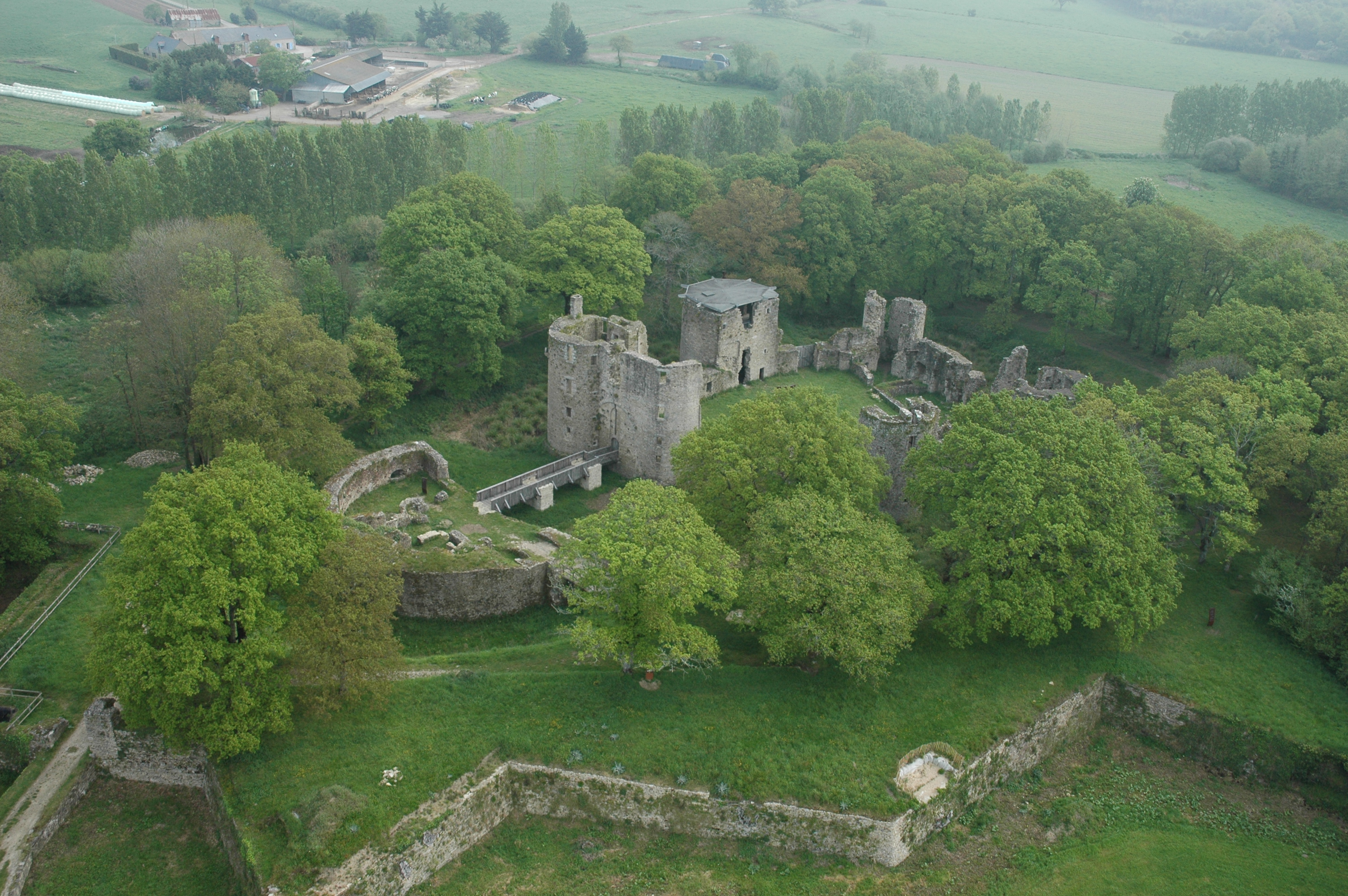
ランルエ城

リオロのドルメンの存在から、この地に人が定住したのは新石器時代からと証明されている。ガロ＝ローマ時代の情報はわずかしかない。
10世紀、エルビニャックの領主裁判所はこの地域で重要なものの一つだった。したがって、エルビニャックの歴史は、この地にある城を所有した貴族の家門ランルエ家と絡み合っている。1125年頃、10世紀以降にこの地で台頭したヴァイキングの子孫であるアセラック領主は、アセラックのドメーヌから去ってこの地に入り、モット・アンド・ベーリーを建設した。
初代アセラック領主として知られるリシャールの子フェードルは、ランルエの創始者である可能性がある。1210年、ブランシュ・クーロンヌ修道院の憲章は、ウィレムがランルエの創設者であると言及している。モット・アンド・ベーリーは、13世紀後半には石の城に建て替えられた。
アンスニ男爵およびドンジュ子爵であるティボー・ド・ロシュフォールは、1275年に婚姻によってランルエを獲得した。1295年、彼は直系子孫のないまま亡くなった。彼の姪ジャンヌ・ド・ロシュフォールは1374年にジャン2世・ド・リウーと結婚した。リウーはジャンヌ・ダルクの盟友であり、フランス元帥であった。ランルエはその後ジャンヌの子ピエールのもとに残された。
ジャン4世・ド・リウーはランルエで生まれ、1470年にブルターニュ元帥となり、アンヌ・ド・ブルターニュの保護者となった。1488年にランルエが破壊された後、再建のために10万エキュを提供している。彼はシャルル8世とともにイタリアに遠征を行っている。
アンリ3世時代の1574年、ランルエとフォガレの代官区を1つにし、ジャン・ド・リウーの賛成を得て侯爵領となった。彼の町エルビニャックの侯爵領では市が毎週月曜日が行われ、年4回祝祭が開催されていた。四旬節の月曜日とサン・ジャン・ポルト・ラティーヌ祭（5月6日）、教区の守護聖人聖シールと聖ジュリットの祭り（7月16日）、聖カトリーヌ祭（11月25日）で、エルビニャックの教会に捧げられた記念日であった。
ユグノー戦争の間、ジャン8世・ド・リウーはリーグ派に加わり、1593年に自殺した。ランルエの城は当時、近くで略奪を行う兵士たちが逃げ込む場所であった。1618年から1620年にかけて、ルイ13世の命令でランルエ城の一部が解体された。しかし、ジャン8世の弟ジャン9世・ド・リウーは、城を再建することにした。1639年頃に工事は終了した。塔はよりすばらしいものになった。借金がかさんだため、亡くなる前にピエール・エマニュエル・ド・リウーは、アセラック侯爵領の土地の一部を財務官ニコラ・フーケに売却した。フーケは翌年に王に献上している。未亡人ジャンヌ・ペラジー・ド・リウーは、アセラックの資産を取り戻すことに成功し、1658年に実際に王に敬意を表している。1679年以来、ピエール・エマニュエルの子ジャン・ギュスターヴ・ド・リウーは自らの侯爵領を小貴族に譲ることを余儀なくされた。ケルノエン公爵の妻フェリシテ・ド・ロピアックは、最後のアセラック侯爵だった。彼女は1794年にパリでギロチンにかけられて死亡している。
1793年、ふくろう党の戦争の間、共和国軍が反革命派排除のため、ゲランド半島に進軍した。城は火を放たれ破壊された。廃墟の状態になっても、革命の混乱期に地元のデュラン司祭が秘密のミサを開くために利用していた。その後うち捨てられ、城は採石場として利用された。
第二次世界大戦末期、ロワール＝アンフェリウール県は1944年8月に解放されたが、サン・ナゼール・ポケットに含まれていたエルビニャックは、1945年5月11日までドイツ軍に占領されたままだった。
戦後の時代に特筆すべきことは、戦時中にフランス国内軍（FFI）の司令官で、ロワール＝アンフェリウール県選出国会議員であったジャック・ションバール・ド・ロウがコミューンの首長を務めたことである。

## 人口統計
| 1962年 | 1968年 | 1975年 | 1982年 | 1990年 | 1999年 | 2006年 | 2011年 |
| ------ | ------ | ------ | ------ | ------ | ------ | ------ | ------ |
| 3037   | 3038   | 3239   | 3778   | 4175   | 4350   | 5117   | 6175   |

参照元:1999年までEHESS、2004年以降INSEE

## 文化
エルワン・ヴァレリーによるブルターニュの区分によると、伝統的地方区分ではブリエール地方であり、歴史的な地方区分ではペイ・ナンテに含まれる。
19世紀初頭まで、エルビニャックではブルトン語が話されていた。ガロ語は今も知られており、ブルトン語のいくつかの単語を保存している。

### 参照
1. ↑  Réélu en 2014.